# Miguel de San Román
Miguel de San Román y Meza (Pichacani, Puno, 17 de mayo de 1802-Chorrillos, 3 de abril de 1863), fue un militar y político peruano, que fue Presidente Constitucional de la República del Perú el 24 de octubre de 1862 a 3 de abril de 1863, falleciendo en el ejercicio de su alta función a consecuencia de una enfermedad.
Estudio en el Colegio de Ciencias y Artes de Puno. Muy joven se enroló en las fuerzas independentistas del Perú. Colaboró bajo las órdenes de los libertadores José de San Martín y Simón Bolívar. Participó en las batallas de Junín y Ayacucho (1824). Luego actuó en las contiendas civiles de las primeras décadas de la República peruana y en las guerras contra la Gran Colombia (1828-1829) y Bolivia (1835-1836 y 1840-1841). Se hizo notable como organizador de tropas y por la rapidez de sus marchas. Apoyó al general Agustín Gamarra hasta su derrota en la batalla de Ingavi, donde tuvo una mala actuación, que contribuyó en parte a la victoria boliviana (1841). Se sumó a la revolución constitucional de 1843-1844, contra el Directorio de Manuel Ignacio de Vivanco y luchó en la batalla de Carmen Alto. Se le confirió el grado de Gran Mariscal. Bajo el primer gobierno constitucional de Ramón Castilla ocupó el cargo de presidente del Consejo de Estado (1845-1849). Postuló a la presidencia de la República en 1851, sin éxito. En 1854 colaboró en la insurrección contra el gobierno de José Rufino Echenique; después de la batalla de La Palma y de la caída de dicho régimen, fue nombrado Ministro de Guerra y Marina del gobierno provisorio de Ramón Castilla. Elegido diputado por Puno ante la Convención Nacional, presidió sus sesiones entre 1855 y 1856. Cuando estalló la revolución de Manuel Ignacio de Vivanco en Arequipa, fue enviado para debelarla. Triunfó en la batalla de Yumina en 1857 y participó en la toma de Arequipa, en 1858. Fue luego Presidente del Consejo de Ministros, de julio a octubre de 1858. Durante el segundo gobierno constitucional de Ramón Castilla fue jefe militar de los departamentos del sur.  En 1862 fue elegido presidente Constitucional de la República para el período 1862-1866, pero falleció tras cinco meses de gobierno, víctima de una enfermedad. Durante su breve mandato adoptó como moneda el Sol de Oro e implantó el sistema decimal de pesas y medidas.

## Biografía

### Carrera militar y política
Fue hijo del coronel del ejército español Miguel Pascual San Román De las Cuentas y de María Meza Villegas. Por línea paterna era descendiente de la aristocracia virreinal (sus antepasados Juan Pérez de las Cuentas y Valverde, y Bernarda Niño de Guzmán y Valverde, eran primos hermanos y sobrinos directos de fray Vicente de Valverde y parientes del conquistador español Francisco Pizarro).[cita requerida]
Su padre, ganado por la causa independentista, tomó parte en el levantamiento encabezado por Mateo Pumacahua y los Hermanos Angulo de 1814; el entonces adolescente Miguel lo acompañó hasta la batalla de Umachiri, que se libró el 11 de marzo de 1815 y que resultó en la derrota de los patriotas. Miguel Pascual tuvo que ocultarse en Puno, pero fue capturado y luego fusilado por orden del virrey Joaquín de la Pezuela. Se cuenta que el joven Miguel fue obligado a presenciar la ejecución de su padre.
Superando tan dolorosa experiencia, San Román pasó al Cuzco donde culminó sus estudios para luego enrolarse en el Ejército Real del Perú. Fue enviado a la costa sur para combatir a la expedición dirigida por el teniente coronel Guillermo Miller, ocasión que aprovechó para desertar e incorporarse a las filas patriotas, siendo reconocido como subteniente. Estuvo en el combate de Mirave, realizado el 22 de mayo de 1821 cerca de Tacna; luego en la ocupación de Lima en el mes de julio; y en el primer sitio del Callao. Fue incorporado a la Legión Peruana y estuvo presente en el desastre patriota de La Macacona, ocurrido el 22 de abril de 1822, cerca de Ica. Ya con el grado de teniente, asistió a la Segunda Campaña de Intermedios bajo el mando del general Agustín Gamarra, pero dicha expedición fracasó. San Román se contó entonces entre los que patriotas que debieron hacer la penosa retirada de Oruro a Ilo, donde embarcó junto con los restos de la expedición. Desembarcó luego en Huanchaco, en la costa norte, y se unió al ejército del libertador Simón Bolívar, participando en la campaña libertadora de 1824 que culminó con las batallas de Junín y Ayacucho. Consumada la independencia, fue ascendido a sargento mayor, e intervino en la represión contra los iquichanos de Huanta, que persistían en mantenerse fieles a la Corona española.
Pasó a Arequipa en 1827, siendo transferido a otro batallón. Participó en la invasión peruana de Bolivia de 1828 y marchó a la guerra contra la Gran Colombia, siendo tomado prisionero luego de la batalla del Portete de Tarqui, en 1829. Restablecida la paz, fue liberado, obteniendo el grado de teniente coronel. Secundó el golpe de Estado del general Gamarra contra el presidente José de La Mar, a quien tomó prisionero en Piura, enviándole al exilio rumbo a Costa Rica. Fue elegido diputado por la provincia de Huancané en 1829 y por la provincia de Puno en 1831
Permaneció por algún tiempo en Piura, hasta que con su batallón marchó por la sierra hasta Puno, cuando se temió una posible incursión bélica de Bolivia en 1831. Fue entonces ascendido a coronel y al frente del batallón Pichincha, pasó a guarnecer el departamento de Puno, cuya prefectura asumió. Al ocurrir el pronunciamiento del general Pedro Pablo Bermúdez contra el presidente Luis José de Orbegoso, se sumó a la rebelión y marchó sobre Arequipa, ocupándola luego de las batallas de Miraflores y Cangallo (2 y 5 de abril de 1834), tras lo cual pasó a Moquegua. Pero al restablecerse el orden legal tras el abrazo de Maquinhuayo del 24 de abril de 1834, emigró a Bolivia. Volvió al Perú al año siguiente y se unió con Gamarra en la lucha contra los invasores bolivianos, dirigidos por el presidente Andrés de Santa Cruz con el fin de establecer la Confederación Perú-Boliviana. San Román fue sorprendido durante un reconocimiento, siendo capturado y enviado prisionero a Bolivia, de donde retornó a fines de 1838, cuando ya un ejército aliado peruano-chileno luchaba contra los confederados. Se ocultó en Puno para evitar ser apresado, y luego de la batalla de Yungay (donde fue derrotado Santa Cruz de manera definitiva) se puso a órdenes de Gamarra (enero de 1839).
San Román asumió nuevamente como prefecto y comandante general de Puno, siendo ascendido a General de Brigada. Se mantuvo leal al segundo gobierno constitucional de Gamarra. Bajo el mando del general Ramón Castilla participó en la campaña contra la revolución regeneracionista iniciada en Arequipa por el coronel Manuel Ignacio de Vivanco. Participó en los combates de Cachamarca y Cuevillas (25 y 30 de marzo de 1841), y persiguió a Vivanco, que logró cruzar la frontera con Bolivia.
Regresó a Lima y acompañó al presidente Gamarra en la campaña contra Bolivia. Enviado de avanzada, logró una victoria sobre los bolivianos en el combate de Mecapaca, el 21 de octubre de 1841, lo que le valió su ascenso a General de División. Participó luego en la batalla de Ingavi, librada el 18 de noviembre del mismo año. Iniciada la acción, recibió la orden de colocar la caballería en forma de que resguardase la línea de retirada, pero la interpretó equivocadamente y se retiró con la caballería, lo que produjo un efecto desmoralizador en la infantería peruana, lo que se agravó aún más con la muerte del presidente Gamarra en el campo de batalla. Para colmo, en su retirada hacia el Perú, destruyó el puente sobre el Desaguadero, cuando la infantería peruana se encontraba aún en suelo boliviano. Pero inmediatamente reunió a los dispersos y pasó a Cuzco, donde reorganizó el ejército y enfrentó a la invasión boliviana.
Hecha la paz con Bolivia en junio de 1842, realizó, al frente de sus tropas, una marcha memorable a través de la sierra, desde Lampa hasta Lima, durante la anarquía iniciada tras la muerte de Gamarra. En Concepción reconoció la autoridad del general Juan Crisóstomo Torrico, y ambos fueron al encuentro de los generales Antonio Gutiérrez de la Fuente y Juan Francisco de Vidal, que habían efectuado en el Cuzco un pronunciamiento. Pero derrotado en la batalla de Agua Santa, el 17 de octubre de 1842, pasó una vez más a Bolivia.
Reapareció en Puno, cuando ya se había iniciado la revolución constitucional contra el gobierno directoral de Vivanco, y fue admitido como miembro de la Junta de Gobierno Provisorio constituida en el sur por los revolucionarios. Como general en jefe del ejército revolucionario, colaboró en el triunfo obtenido en la batalla de Carmen Alto, el 22 de julio de 1844. Fue elevado entonces al alto rango de Gran Mariscal.

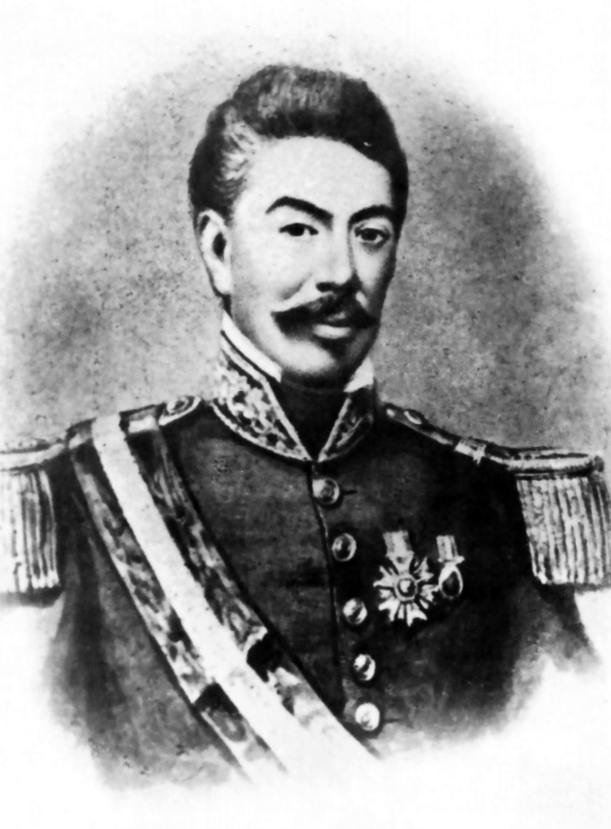
Miguel de San Román, según grabado del.

Fue ministro de Guerra en el gobierno provisorio del vicepresidente Manuel Menéndez  y en 1845 fue elegido senador por Puno. Durante el primer gobierno de Ramón Castilla fue miembro del Consejo de Estado, cuya presidencia ejerció entre 1845 y 1846. Nuevamente ejerció como ministro de Guerra, de marzo a agosto de 1848. Acusado de conspiración, fue apresado y desterrado a Chile, pero pronto regresó gracias a una amnistía dada en agosto de 1849. Postuló a la presidencia de la República en 1851 aunque solo obtuvo el 6,3% de la votación total; en dichas elecciones triunfó el general José Rufino Echenique.
Elegido diputado por la provincia de Lampa, hizo una enconada oposición al gobierno de Echenique. Acusado de conspirar a favor de Manuel Ignacio de Vivanco, fue desaforado del parlamento y se vio obligado a huir al extranjero (1851). Volvió en 1854 para sumarse a la revolución liberal que había iniciado en Arequipa el general Castilla, con quien se reconcilió. Demostró una vez más su habilidad en organizar fuerzas y trasladarlas a través de agrestes parajes cordilleranos. Desde Tacna pasó a Moquegua y de allí a Puno. Luego avanzó al Cuzco. Unido finalmente con el grueso del ejército revolucionario, participó en la batalla de La Palma, librada en las afueras de Lima, el 5 de enero de 1855, encuentro que significó la derrota y caída del gobierno de Echenique.
Instalado el gobierno provisional de Castilla, San Román fue nombrado ministro de Guerra y Marina. Elegido diputado por Puno a la Convención Nacional de 1855 (Congreso Constituyente), presidió sus sesiones entre 1855 y 1856. Marchó a Arequipa con la misión de sofocar la revolución conservadora iniciada allí por el general Vivanco, en contra de la Constitución Liberal de 1856. Fue el comienzo de la sangrienta Guerra Civil de 1856-1858. Nombrado general en jefe del ejército de operaciones, triunfó en la batalla de Yumina, el 29 de junio de 1857, y concurrió al asedio y la toma de Arequipa, el 7 de marzo de 1858.
El 13 de mayo de 1858 fue nombrado ministro de Guerra y presidente del Consejo de Ministros; pero por hallarse fuera de Lima no asumió sus funciones, sino hasta el mes de julio. Y en tal calidad, ejerció interinamente el Poder Ejecutivo, de 28 de julio a 24 de octubre de 1858, por ausencia del presidente Castilla, hasta que este asumió su segundo gobierno constitucional. Actuó como jefe militar de los departamentos del sur, mientras el presidente Castilla dirigía personalmente la campaña del Ecuador. En 1860 fue elegido diputado por la provincia de Chucuito.

### Las elecciones de 1862
Al finalizar en 1862 el segundo gobierno de Castilla, se vislumbró una enconada lucha electoral entre tres candidatos: el mariscal Miguel San Román, el general Juan Antonio Pezet y el doctor Juan Manuel del Mar; el primero contaba con el apoyo oficial de gobierno. Pero la lucha desapareció cuando Pezet unió sus fuerzas con las de San Román pasando a ser su candidato a la primera vicepresidencia, y cuando enfermó gravemente Del Mar. Los liberales apoyaron también a San Román.
Realizadas las elecciones, resultó elegido San Román; para primer vicepresidente el general Pezet, y para segundo vicepresidente el general Pedro Diez Canseco. El Congreso los proclamó el 29 de agosto de 1862.

### Presidente Constitucional de la República
El presidente San Román inició sus funciones el 24 de octubre de 1862, para un mandato de cuatro años, según la Constitución de 1860, aunque no llegaría a completarlo. Su gabinete ministerial lo conformaban las siguientes personalidades: José Gregorio Paz Soldán (Presidencia del Consejo de Ministros y Relaciones Exteriores); Antonio Arenas (Gobierno); Melchor Vidaurre (Justicia); el general Isidro Frisancho (Guerra) y el coronel José Santos Castañeda (Hacienda).
San Román continuó la política de su antecesor. A decir del historiador Jorge Basadre, se destacó por su tino y cordura como gobernante. Una de sus primeras acciones fue permitir el retorno de los desterrados políticos. Fue así como liberales como José Gálvez Egúsquiza y hasta viejos caudillos como José Rufino Echenique y Manuel Ignacio de Vivanco, volvieron al Perú. En las elecciones para renovar la Municipalidad de Lima volvió a surgir la pugna entre echeniquistas y vivanquistas; triunfaron los primeros y llegó a ser alcalde Antonio Gutiérrez de la Fuente.

#### Obras de gobierno
Entre las medidas importantes que se dieron en este corto mandato, están las siguientes:
- Por resolución legislativa de 29 de noviembre de 1862 se aprobó el empréstito concertado por el gobierno de Castilla por 5 500 000 de libras (contratado en Londres por Mariano José Sanz con Heywood, Kennard y Cía.).[24]
- Se continuó con la venta del guano por el sistema de las consignaciones, intensificándose aún más la dependencia del Estado hacía ese sistema, debido a la penuria fiscal que atravesaba. En noviembre de 1862 se concertó con Casa Witt y Schutte un adelanto de 700 mil pesos a cuenta de la futura venta del guano.[25]
- Por ley de 16 de diciembre de 1862 se adoptó para todo el país el sistema métrico decimal de pesas y medidas.[26]
- Por ley de 14 de febrero de 1863, se estableció el sistema bimetalista en el proceso económico de cambio, adoptando como unidades monetarias el Sol de Plata y el Sol de Oro, en relación de 1 a 20, quedando fijado el peso antiguo en 80 centavos.[27][28]
- Se fundaron los primeros bancos comerciales. El primero de ellos fue La Providencia, Sociedad Anónima General del Perú.[29]
- El 19 de febrero de 1863 se dio una nueva modificación de la ley del Consejo de Ministros dada bajo el gobierno de Castilla. Se enfocaba en la naturaleza ilustrativa, deliberativa y consultiva de los temas sometidos a voto en el Consejo de Ministros.[30][22]
- Dio un decreto que prohibía la venta de los bienes de la Iglesia, que hasta entonces se hacía por sumas ínfimas.[31]
- Se continuó con la ejecución de obras públicas iniciadas durante el gobierno de Castilla. No se iniciaron otras obras.

#### Enfermedad y muerte

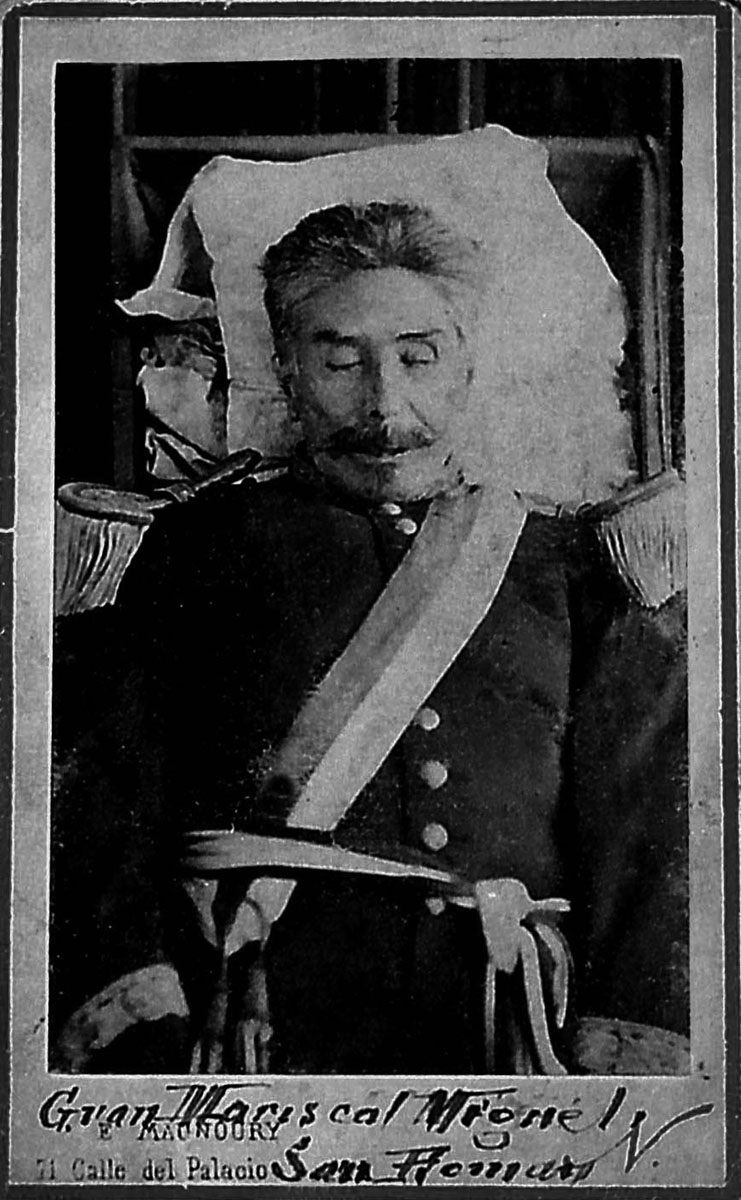
Fotografía del cadáver del presidente Miguel de San Román. Se le tributaron pomposas honras fúnebres.

A principios de 1863 el presidente San Román enfermó, trasladándose entonces a su residencia situada en el balneario de Chorrillos, donde continuó trabajando con sus ministros. El 30 de marzo su estado se agravó. Los médicos le diagnosticaron una enfermedad hepática y renal. Castilla fue a visitarle y le aconsejó que hiciera su testamento. En su lecho de agonía, San Román vio juntos a Castilla, Vivanco y Echenique, enconados rivales de la política peruana. Falleció en brazos de Castilla, a las once de la mañana del 3 de abril de 1863 (Viernes Santo), siendo honrado con solemnes funerales realizados en la capital, donde pronunciaron sendos discursos José Gregorio Paz Soldán y José Antonio Barrenechea. A propósito de este acontecimiento, se publicó un folleto ilustrado con fotografías de Eugenio Courret, que por entonces empezaba a difundir dicho arte en Lima.
Como se hallaban ausentes los dos vicepresidentes (Pezet en Europa y Diez Canseco en Arequipa), asumió interinamente el poder Ramón Castilla, por ser el militar más antiguo y por su prestigio. Hubo temor de que el viejo mariscal se perpetuase en el poder, pero al cabo de unos días entregó el mando al segundo vicepresidente, Pedro Diez Canseco. El 3 de agosto de ese año regresó Pezet al Perú y acto seguido se hizo cargo del gobierno.
Cuéntase que algunos años después, cuando Castilla se hallaba de visita en Bruselas y fuera testigo de los funerales del rey Leopoldo I de Bélgica (considerado como el más apuesto de los monarcas europeos), comentó socarronamente: «El cholo San Román, ¡ése si que era cadáver!».